# مختار کالام
مختار کالام (انگلیسی: Mokhtar Khalem؛ زادهٔ ۱۰ اکتبر ۱۹۴۴) بازیکن فوتبال اهل الجزایر بود.
از باشگاه‌هایی که در آن بازی کرده‌است می‌توان به باشگاه فوتبال شباب بلوزداد اشاره کرد.
وی همچنین در تیم ملی فوتبال الجزایر بازی کرده‌است.